# Saint-Jean-la-Poterie
Saint-Jean-la-Poterie is een gemeente in het Franse departement Morbihan (regio Bretagne). De plaats maakt deel uit van het arrondissement Vannes. De gemeente telde 1.430 inwoners op 1 januari 2022.

## Geografie
De oppervlakte van Saint-Jean-la-Poterie bedroeg op 1 januari 2022 8,44 vierkante kilometer; de bevolkingsdichtheid was toen 169,4 inwoners per km².

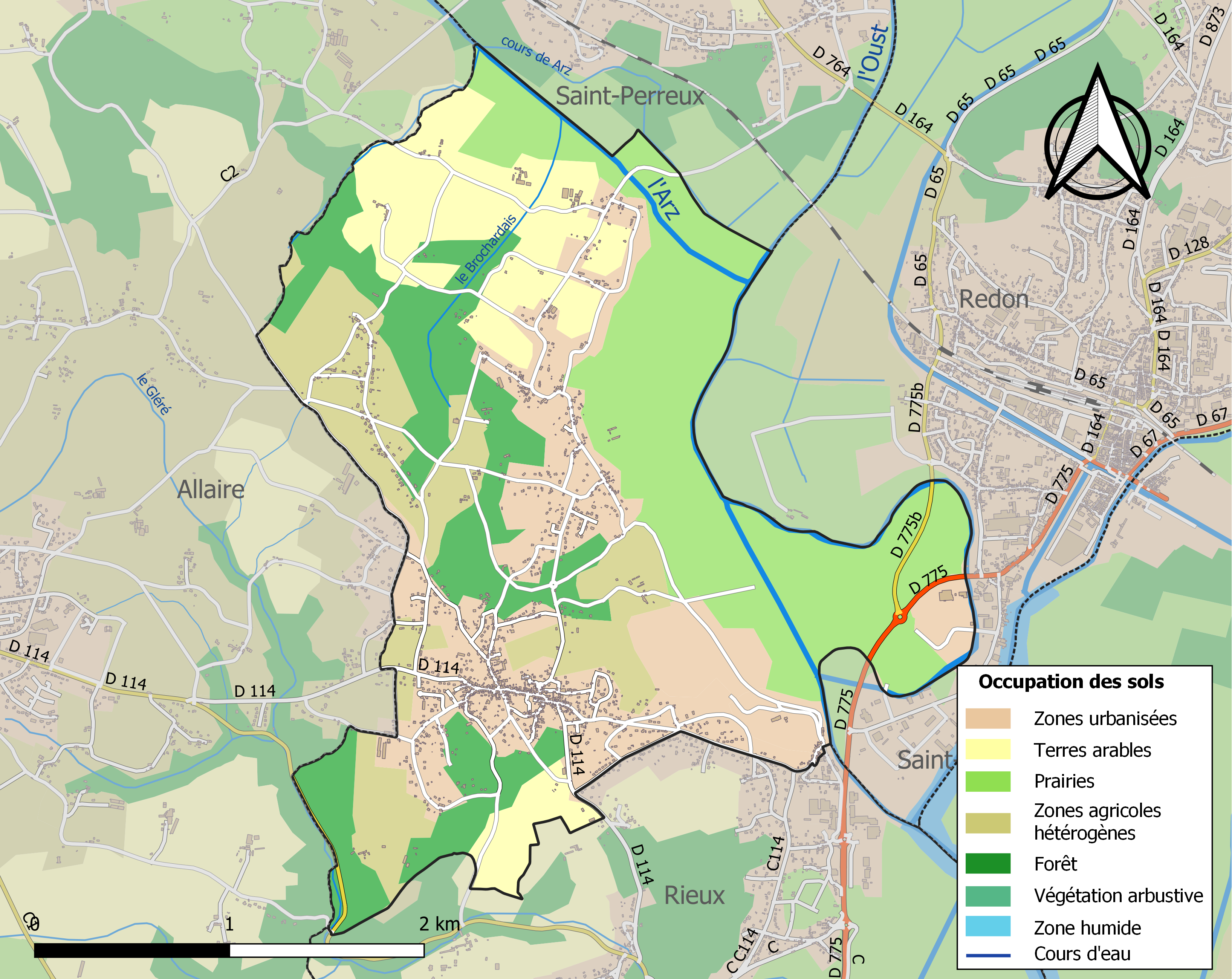
Kaart van de gemeente met de belangrijkste infrastructuur, bodemgebruik en omliggende gemeenten

## Demografie
Onderstaande figuur toont het verloop van het inwonertal (bron: INSEE-tellingen).